# زیلان‌لی
زیلان‌لی (ترکی آذربایجانی: Zilanlı) یک منطقهٔ مسکونی در جمهوری آرتساخ است که در استان کاشاتاق واقع شده‌است.